# Гунько Анатолій Григорович
Анато́лій Григо́рович Гунько́ (12 березня 1976, с. Сальне Ніжинського району Чернігівської області, УРСР) — український адвокат, правозахисник. Народний депутат України 9-го скликання від 208-го виборчого округу від партії «Слуга народу» (з 17 листопада 2020 року).

## Життєпис
Народився 12 березня 1976 року у селі Сальне Ніжинського району Чернігівської області. Освіта вища. Мешкає у Броварах Київської області. Директор ТОВ «Гільдія права», співзасновник будівельного ТОВ «Компанія Інтер-Профіт».
2015 року балотувався від партії «Наш край» до Київської облради.
2019 року балотувався за 209 округом від партії Батьківщина, посів третє місце (25 %, 17 тис. голосів).
25 жовтня 2020 року переміг на довиборах до ВРУ на 208 окрузі, став народним депутатом IX скликання, обійшовши головного опонента Олега Ляшка — лідера Радикальної партії. У Верховній Раді замінив загиблого нардепа Валерія Давиденка.
Член Комітету з питань правової політики.
10 серпня 2023 року Гунька було виключено з фракції «Слуга народу».
22 липня 2025 року голосував за закон України 12414 який був ухвалений з порушенням Регламенту Верховної Ради України та підпорядкував НАБУ та САП Генеральному прокурору і викликав масові протести.

## Розслідування

### Незаконна приватизація
2016 року Гунько був фігурантом справи щодо приватизації земельних ділянок Радіопередавального центру в Броварах як організатор злочинної групи, яка незаконно привласнила ділянку площею 96 га, знищивши стратегічне обладнання на ній. На суді Гунька відпустили під заставу 1,762 млн грн і заарештували його майно.
20 березня 2019 кримінальне провадження щодо Гунька та інших підозрюваних було закрито «у зв'язку з не встановленням достатніх доказів для доведення їхньої вини в суді та вичерпанням можливості їх отримати». У червні 2020 Гунько ініціював судовий процес про стягнення моральної шкоди за «незаконне кримінальне переслідування». Суд визнав, що прокурор і начальник управління Нацполіції в Київській області «поширили щодо Гунька негативну інформацію» про причетність до привласнення земельної ділянки. 9 грудня Печерський районний суд присудив Гуньку 2 млн грн моральної компенсації.

### Хабар
8 серпня 2023 року НАБУ та САП викрили на хабарі Гунька і двох його спільників, які отримали $85 тис. від підприємця за нібито «передачу в оренду державних земель».
9 серпня до Гунька було прийнято запобіжний захід у вигляді тримання під вартою до 7 жовтня 2023, також йому призначили заставу у розмірі 30 млн грн.
29 серпня апеляція ВАКС залишила Гунька під вартою. У лютому 2024 року САП за матеріалами досудового розслідування НАБУ передала до суду обвинувальний акт прот Гунька та його спільника.

### Засудження
25 березня 2025 року, як повідомив Центр протидії корупції, ВАКС засудив Анатолія Гунька до семи років позбавлення волі з конфіскацією всього майна та з позбавленням права обіймати певні посади. Його визнали винним у вимаганні та отриманні хабаря в розмірі $85 тис. До набрання вироку законної сили Гунько буде зобов'язаний носити електронний браслет.

## Родина
- Дружина Гунько Наталія Іванівна (15.02.1979), директор компанії «Гільдія права», одружились 19 жовтня 1996 року. Депутат Київської обласної ради VII та VIII скликань, голова Київської обласної ради в 2021—2023 роках[27].